# میرل بالستراتزی
میرل بالستراتزی (به انگلیسی: Mireille Ballestrazzi)؛ (زادهٔ ۱۹۵۴ (۷۰–۷۱ سال)) سیاست‌مدار اهل فرانسه است.
میرل یک مأمور اجرای قانون و رئیس سابق سازمان پلیس بین‌الملل (اینترپل) بود که دوره چهارساله او از نوامبر ۲۰۱۲ تا نوامبر ۲۰۱۶ بود.
وی همچنین برندهٔ جوایزی همچون لژیون دونور (فرمانده) شده‌است.

## زندگی‌نامه
میرل بالستراتزی در ۱۹۵۴ در اورانژ، ووکلوز فرانسه متولد شد.

### مناصب
- رئیس سازمان پلیس بین‌الملل (اینترپل) از ۲۰۱۲ تا ۲۰۱۶
- معاون رئیس برای اروپا در کمیته اجرایی اینترپل
- معاون اداره مرکزی پلیس قضایی در پاریس